# Le avventure di Tintin
Le avventure di Tintin (Les Aventures de Tintin) è una serie a fumetti belga ideata e disegnata dal 1929 al 1983 da Hergé e incentrata sull'omonimo personaggio immaginario di Tintin.
La serie è caratterizzata dalla contestualizzazione con la realtà storico-politica del XX secolo, che dopo i primi volumi meno accurati diventa via via più verosimile grazie all'approfondito lavoro di ricerca dell'autore. Il primo episodio è ambientato nella Russia bolscevica del 1929 e nella repubblica di Weimar, poi in Congo del 1930, in nord America del 1933, nella Cina occupata dai giapponesi nel 1934, in Inghilterra, Belgio e Scozia nel 1937, in uno stato immaginario situato nell'Europa dell'Est identificabile con l'ex Jugoslavia nel 1940, poi nell'Austria invasa dai tedeschi fino ad arrivare ai viaggi sulla Luna, ai dirottamenti aerei e ai dittatori sudamericani.
Lo stile grafico del fumetto presenta un tratto limpido e netto, con vignette pulite e senza altri segni oltre a quelli essenziali, che verrà poi denominato ligne claire e che fa de Le avventure di Tintin un antesignano e modello di riferimento per la scuola del fumetto franco-belga. Le tavole di Hergé sono ampiamente riconosciute come opere d'arte e raggiungono quotazioni milionarie alle aste.
La serie ha goduto di grande popolarità sia durante il periodo di pubblicazione sia dopo, diventando un long seller internazionale e ispirando trasposizioni radiofoniche, televisive, cinematografiche e un vasto merchandising.

## Trama e caratteri generali
La serie Le avventure di Tintin è caratterizzata da una felice unione fra trame avventurose con personaggi comici in ambientazioni verosimili ispirate dalla geografia e dalla storia del XX secolo.
Il protagonista Tintin è un reporter, un eroe acculturato, dotato di spirito di avventura, di osservazione e di sete di conoscenza che lo porta a capire e apprendere la cultura di ciascun popolo con cui entra in contatto. Nelle sue avventure si trova spesso a sventare le trame di malvagi personaggi offrendo aiuto a chi ne ha bisogno. Insieme a lui c'è un cast corale molto ampio; fra i personaggi ricorrenti si trovano il suo fedele cagnolino Milù, l'irascibile capitano Haddock, un vecchio marinaio, il professor Girasole, uno scienziato geniale quanto distratto, la cantante d'opera Bianca Castafiore, invaghita del capitano, e i due poliziotti Dupont e Dupond.

## Personaggi

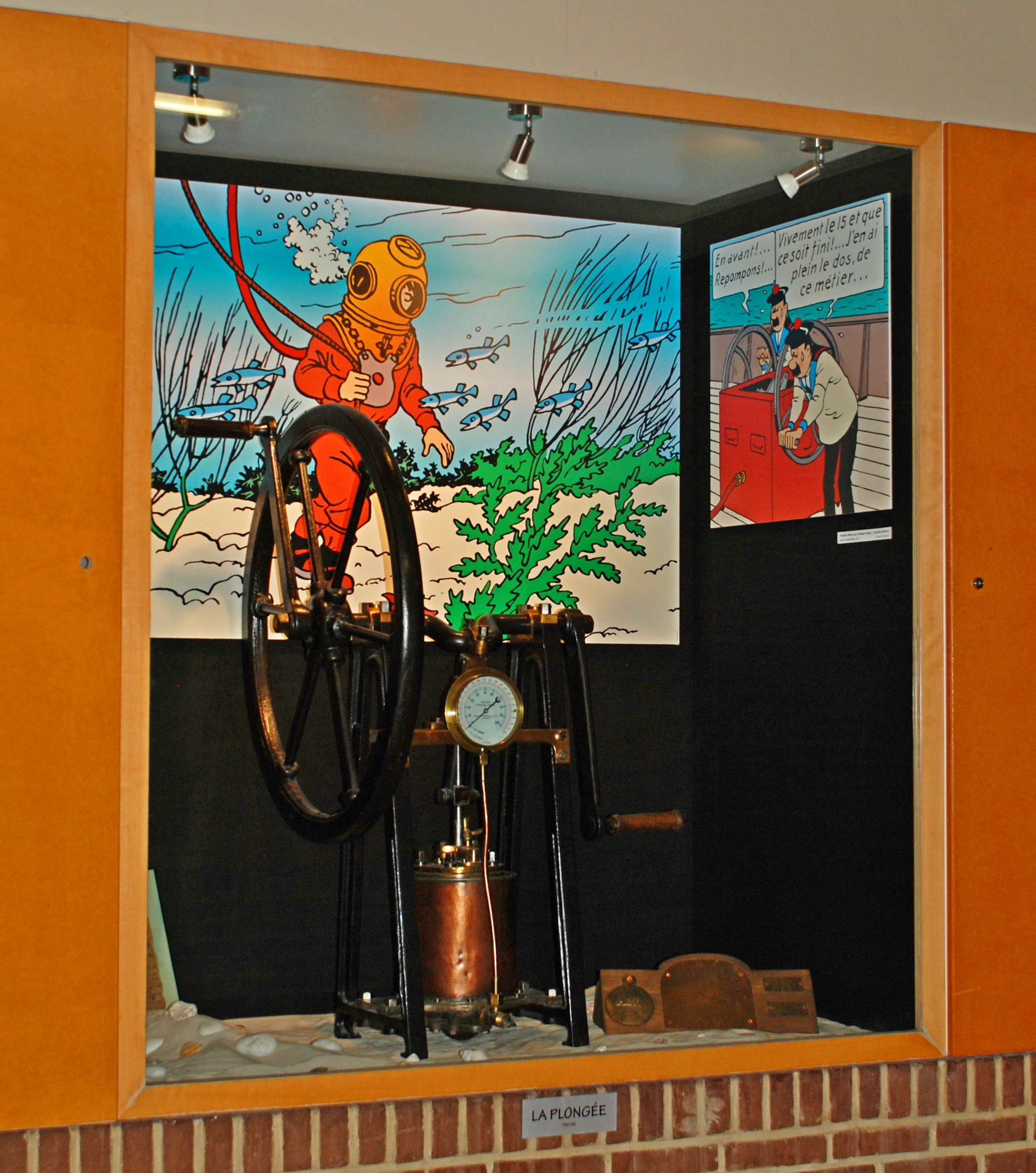
Tintin illustra il tema delle immersioni nei corridoi del centro sportivo Blocry di Louvain-la-Neuve con scene tratte dall'album Il tesoro di Rackam il Rosso.

- Tintin: è il protagonista, un simpatico e sveglio giovanotto dai capelli rossi con il ciuffo davanti.
- Milù: è il piccolo terrier bianco di Tintin. Ama sgranocchiare ossi, ha paura dei ragni e, come il capitano Haddock, è un appassionato del whiskey scozzese "Loch Lomond". Il personaggio di Milù evolve attraverso il corso della serie: nelle prime apparizioni Milù era la fonte di cinismo per compensare il positivismo di Tintin, ma questo ruolo è passato al capitano Haddock fin dalla sua introduzione nella storia Il granchio d'oro, e il cagnolino è diventato il comic relief.
- Capitano Haddock: un lupo di mare con capelli e barba nera, molto amante degli alcolici e delle imprecazioni fantasiose[10].
- Professor Trifone Girasole: chiamato anche Tornasole in riferimento alla cartina tornasole usata nei laboratori di chimica, è uno scienziato geniale e ostinato, ma sordo come una campana.
- Dupont e Dupond: due imbranati e baffuti poliziotti, agenti della Sûreté. Sono quasi sempre in giacca e bombetta; in alternativa, quando si trovano in Paesi stranieri indossano travestimenti pacchiani che riflettono la loro conoscenza stereotipata di quei luoghi, contrapposta a quella profonda di Tintin.
- Nestore: maggiordomo della tenuta di Moulinsart, leale e imperturbabile. Ha un aspetto molto ordinato e indossa una livrea. Esordisce ne Il segreto del Liocorno, dove è il maggiordomo dei fratelli Passeretti, primi proprietari del castello.
- Chang Chong Chen: giovane cinese, appare in due avventure ed è ispirato a un reale amico di Hergé, da lui consultato per rendere più realistiche e prive di stereotipi le storie ambientate in Cina. Diventa amico di Tintin nella storia Il loto blu.
- Oliveira de Figueira: mercante portoghese attivo fra il Mediterraneo e il Medio Oriente; appare in diverse delle più esotiche avventure di Tintin.
- Serafino Lampion: un rappresentante polizze assicurative. Eccessivamente petulante, logorroico e invadente, si attira ben presto l’antipatia del capitano Haddock, sebbene pare non rendersene conto.
- Generale Alcazar: presidente della immaginaria repubblica di San Theodoros in continua competizione col suo acerrimo nemico Generale Tapioca, che cerca di rovesciarlo e prendere il controllo del paese.
- Mohamed Ben Kalish Ezab: Emiro del ricco emirato petrolifero del Khemed, appare in due avventure, nella seconda delle quali viene temporaneamente spodestato dal suo rivale, lo sceicco Bab el Ehr.
- Abdallah: figlio dell'Emiro del Khemed. È un bambino pestifero e ama fare i dispetti soprattutto al capitano Haddock, da lui ribattezzato "Mille Sabordi" per via della sua consueta esclamazione.
- Bianca Castafiore: anche detta "l'usignolo milanese", è un soprano italiano dalla voce squillante. Esordisce ne Lo scettro di Ottokar ed era previsto che apparisse anche nell'albo incompiuto Tintin e l'Alph-Art. La cantante occupa quasi sempre ruoli di contorno o di cameo.
- Piotr Zut: un aviatore contraddistinto da una benda nera sull'occhio che gli dà un'aria piratesca. Dapprima è pilota dell’aviazione sotto il controllo di Bab le Ehr; successivamente viene assunto dal miliardario Carreidas. Compare in due avventure.
- Rastapopoulos: è l'antagonista che compare in più avventure insieme al Capitano Allan e al dottor Müller. Esordisce ne I sigari del faraone.
- Dottor J. W. Müller: è uno degli antagonisti principali. Inizialmente è a capo di una banda di falsari e dirige una sorta di casa di cura in cui sottopone i suoi dissidenti a trattamenti disumani fino a farli degenerare in pazzia; successivamente si dedica al contrabbando del petrolio in Arabia.

## Storia editoriale
La serie è costituita da 24 storie in lingua francese delle quali l'ultima è rimasta incompiuta. Le prime otto vennero pubblicate fra il 1929 e il 1941 in bianco e nero con tavole a sei vignette, ma negli anni quaranta e cinquanta vennero completamente ridisegnate (tranne la prima) per renderle omogenee alle successive, che presentavano uno stile grafico molto evoluto e venivano pubblicate in albi a colori di 48 pagine con tavole a dodici vignette. L'ultima storia risale al 1983, anno di morte di Hergé. Le storie non sono mai state concluse, modificate o continuate per esplicito desiderio dell'autore.
La serie esordì in francese il 10 gennaio 1929 sul settimanale belga Le Petit Vingtième, supplemento del quotidiano Le vingtième siècle, dove viene pubblicato fino al 1942, quando la serie continua la pubblicazione su Le Soir Jeunesse, supplemento al quotidiano Le Soir, e vi resta fino al 1946, quando debutta infine su una testata propria intitolata Le Journal de Tintin ( Kuifje nella versione fiamminga).
Le storie vennero illustrate da Hergé dopo un lavoro di documentazione molto accurato per i suoi tempi, che comprendeva testimonianze da parte di autoctoni dei luoghi raccontati e fotografie dei luoghi e degli oggetti da disegnare. I primi volumi, caratterizzati da stereotipi culturali, dettagli sbagliati e forzature dovute alla contingente situazione politica, furono ridisegnati integralmente dall'autore dagli anni '40 in poi appositamente per correggere questi errori.

### Edizioni italiane
In Italia sono state intitolate diverse testate a Tintin e le sue storie sono apparse in numerose collane e periodici. L'esordio avvenne nel 1961 con la storia Lo scettro di Ottokar, pubblicata in volume dalle edizioni Cino Del Duca; successivamente venne pubblicata la storia I gioielli della Castafiore su un supplemento della rivista Linus nel 1968 e poi su altre riviste antologiche come Il Vittorioso. La prima edizione in volume venne edita dal 1977 al 1986 dalla Gandus (otto album non cartonati); negli anni ottanta e novanta venne ripresa inoltre dalla Comic Art e dalla De Agostini. L'intera serie è stata integralmente ritradotta e ristampata in italiano nel 2011 dalla Rizzoli Lizard in un'edizione filologica curata da Philippe Daverio. È stata nuovamente ritradotta e ristampata nel 2025 da Editoriale Cosmo (Alessandro Editore).

### Edizioni, riedizioni e censure dei singoli volumi
- Tintin au pays des Soviets (Tintin nel paese dei Soviet, 1929) - Questo è l'unico albo che non è stato riproposto a colori dalle edizioni Casterman. Di questa avventura esiste pertanto soltanto la versione apparsa su rivista, ripubblicata in un volume in bianco e nero per gli appassionati nel 1981.
- Tintin au Congo (Tintin in Congo, 1930) - Nel 1946 Hergé ha completamente ridisegnato la storia, facendola passare dalle originali 110 tavole in bianco e nero alle 62 a colori degli albi standard. Fra le numerose modifiche, da segnalare l'eliminazione di molti dettagli a favore del colonialismo. La lezione che Tintin teneva in una scuola africana («Miei cari amici, oggi vi parlerò della vostra patria: il Belgio…») diventa adesso una lezione di matematica («Quanto fa due più due?»). Il disegno si fa più curato e i dialoghi più fluidi. In seguito la storia subì un'ulteriore modifica, con l'eliminazione di una tavola in cui Tintin, a caccia di rinoceronti, ne faceva esplodere uno con la dinamite.
- Tintin en Amérique (Tintin in America, 1931) - Anche questa storia è stata ridisegnata, rimontata e colorata nel 1945. Le modifiche, in questo caso, sono soprattutto tecniche, e confrontando le due versioni si può notare quanto la padronanza di Hergé del media fumetto fosse notevolmente aumentata in pochi anni.
- Les cigares du pharaon (I sigari del faraone, 1932) - Ridisegnata e colorata nel 1955. In particolare una lunga sequenza con Tintin alle prese con un sotterraneo pieno di serpenti viene eliminata per esigenze di spazio. Inoltre c'è una curiosità: nella vignetta in cui Tintin incontra lo sceicco sotto la tenda, questi afferma di essere un ammiratore del reporter e gli mostra un albo con le sue avventure. Se nell'edizione del 1932 gli mostrava Tintin in America, nel 1955 gli mostra Tintin in Congo; successivamente Hergé modifica ancora la vignetta e nella terza versione lo sceicco mostra a Tintin l'albo di Obiettivo Luna, un'avventura che il protagonista non solo al tempo non aveva ancora vissuto, ma dove sono presenti personaggi come il capitano Haddock e il professor Girasole che non aveva ancora conosciuto: un vero paradosso temporale.
- Le lotus bleu (Il loto blu, 1933) - Questo è l'albo dove ci sono maggiori differenze nel disegno fra le due versioni. Nell'edizione del 1946 Hergé rimedia alla carenza di documentazione che lo aveva portato a disegnare una Cina assai stereotipata, e fornisce una prova magistrale per quanto riguarda sfondi, palazzi, ideogrammi e altri elementi della cultura locale. Si può dire che è proprio dalla seconda versione di questo albo che Le avventure di Tintin assumono quella ricchezza di dettagli che le caratterizzeranno in seguito.
- L'oreille cassée (L'orecchio spezzato, 1935) - Questa storia ha subìto pochissime variazioni tra la prima e la seconda versione.
- L'île noire (L'isola nera, 1937) - Viene ristampata nel 1943 nel nuovo formato di 62 pagine a colori (contro le 128 in bianco e nero della prima versione) senza particolari modifiche se non il rimontaggio delle tavole. Nel 1965 Hergé la ridisegna completamente per un'ulteriore nuova versione, a causa delle pressioni ricevute dall'editore inglese Methuen: la storia, che si svolge in Scozia, presentava infatti troppe inesattezze per il pubblico britannico. Hergé inviò in Gran Bretagna il suo collaboratore Bob De Moor, che visitò tutti i luoghi in cui si svolgeva l'avventura e fece schizzi, fotografie e appunti riguardanti l'aspetto delle scogliere sulla costa, le targhe delle automobili, i ponti ferroviari, le uniformi dei poliziotti, i carri dei pompieri e altri dettagli. L'albo fu totalmente rivisto con una cura senza precedenti per i dettagli.
- Le sceptre d'Ottokar (Lo scettro di Ottokar, 1938) - Quando l'albo venne ristampato a colori, Hergé ne approfittò per ridisegnare molte sequenze, migliorando gli sfondi e soprattutto "balcanizzando" uniformi e costumi della Syldavia.
- Le crabe aux pinces d'or (Il granchio d'oro, 1940) - Quest'albo è memorabile perché compare per la prima volta il capitano Haddock. Su richiesta degli editori americani, Hergé eliminò alcune sequenze in cui si vedeva il capitano che beve dalla bottiglia (la bevuta rimane, ma fuori campo) e cambiò una vignetta in cui Allan lo faceva frustare da uno schiavo di colore, ridisegnato come un pirata dalla pelle bianca.
- L'etoile mystérieuse (La stella misteriosa, 1942) - Si tratta della prima avventura pubblicata in volume direttamente a colori e nel formato a 62 pagine; il suo grande successo fu il motivo che portò alla riedizione riveduta e corretta nella grafica e nei contenuti di tutte le precedenti storie. Hergé non fu soddisfatto della prima colorazione e la fece rifare diversi anni più tardi. In quella occasione cambiò anche la bandiera della spedizione rivale di quella europea: nel 1942, infatti, il Belgio era occupato dai nazisti e dunque Hergé aveva dovuto mettere gli statunitensi nella parte dei cattivi, ma nell'edizione successiva al posto della bandiera Star and Stripes compare quella dello stato immaginario di Sao Rico.
- Le secret de La Licorne (Il segreto del Liocorno, 1942) e Le trésor de Rackham le Rouge (Il tesoro di Rakam il Rosso, 1943) - Hergé dichiarò in alcune occasioni che questo doppio episodio era il suo preferito, e lo testimonia il fatto che dalla pubblicazione su rivista a quella in volume non ha subito cambiamenti di rilievo (giusto la modifica di alcuni dialoghi di passaggio fra la prima e la seconda parte, con Tintin che invita il lettore a procurarsi il volume successivo per sapere come si concluderà l'avventura, mentre nella versione originale annunciava una pausa di un mese e l'avvio di una nuova serie). Il film di Steven Spielberg si basa su questi due episodi continuativi.
- Les sept boules de cristal (Le sette sfere di cristallo, 1943-1946) - La pubblicazione su rivista di questa storia venne interrotta nel 1944 a causa della guerra per essere poi ripresa e portata a termine nel 1946. Nell'edizione in volume viene eliminata una buffa sequenza in cui il capitano Haddock a teatro rimane "vittima" di un indovino.
- Le temple du soleil (Il tempio del sole, 1946) - È il seguito dell'avventura precedente. Nall'edizione finale sono state rimosse alcune sequenze che mostrano i personaggi nella giungla, in particolare una in cui il capitano Haddock mastica foglie di coca e una in cui si riempie le tasche di pepite d'oro trovate nelle grotte del tempio Incas.
- Tintin au pays de l'or noir (Tintin nel paese dell'oro nero, 1939-1948) - È probabilmente la storia di Tintin che ha passato più traversie editoriali. La prima edizione risale al 1939, ancora in bianco e nero, e doveva seguire Lo scettro di Ottokar. La guerra fece però cessare le pubblicazioni della rivista sulla quale appariva a puntate e la storia rimase interrotta a metà. Nel 1948 Hergé decise di completarla, ridisegnando la parte già esistente e integrando i numerosi elementi nel frattempo introdotti nella storia, fra cui Haddock, Girasole e il castello di Moulinsart, alcune in maniera forzata: ad esempio, all'inizio dell'avventura Haddock sparisce di colpo per ricomparire dopo una cinquantina di pagine senza alcun motivo preciso. Nel 1969 la storia viene modificata di nuovo su richiesta dell'editore inglese Methuen, che chiese a Hergé di correggere alcuni elementi, come il combattimento di ebrei e arabi contro gli inglesi nella Palestina del 1940 (sotto occupazione britannica), che diventa quello fra due emiri rivali che lottano per diventare califfi. La versione del 1969 presenta anche tutte le uniformi militari, le navi e altri dettagli ridisegnati.
- Objectif Lune (Obiettivo Luna, 1950) e On a marché sur la Lune (Uomini sulla Luna, 1951) - Questa doppia storia subì un intervento censorio nella lettera che l'ingegner Wolff lascia prima di abbandonare il razzo e di perdersi nello spazio: la frase «Forse per qualche miracolo riuscirò anche io a sopravvivere» fu imposta a Hergé, che in una successiva intervista dichiarò: «Ma niente affatto, era un sacrificio! Forse la Chiesa rifiuta un posto in paradiso al soldato che si fa esplodere insieme al ponte? Ma per uscire da quell'impasse dovetti aggiungere quella stupida frase sul fatto che Wolff potesse scamparla per miracolo. Nessun miracolo era possibile: Wolff era condannato e lo sapeva meglio di chiunque altro».
- L'affaire Tournesol (L'affare Girasole, 1954) - Nessuna modifica sostanziale è presente nelle successive edizioni di quest'albo.
- Coke en stock (Coke in stock, 1956) - Questa storia causò a Hergé diversi problemi. Venne infatti accusato di razzismo perché nell'albo appaiono alcuni africani che parlano, in particolare al capitano Haddock, in modo piuttosto stereotipato. Per evitare controversie, Hergé modificò le frasi degli africani, ma non quelle di Haddock che rispondeva loro usando lo stesso tipo di linguaggio.
- Tintin au Tibet (Tintin in Tibet[13], 1958) - Da questo albo Hergé eliminò una lunga scena che mostrava Haddock alle prese con i fuochi d'artificio. Dovette inoltre modificare il logo sull'aeroplano precipitato: un rappresentante della compagnia Indian Airways si era lamentato per la pubblicità negativa («È scandaloso, nessuno dei nostri aerei è mai precipitato!»), ed Hergé lo modificò in Sari-Airways, ma disse che in India operavano così tante compagnie aeree che era possibile che anche questa esistesse davvero.
- Les bijoux de la Castafiore (I gioielli della Castafiore, 1961), Vol 714 pour Sydney (Volo 714 destinazione Sydney, 1966) e Tintin et les Picaros (Tintin e i Picaros, 1976) - Per questi volumi le modifiche sono avvenute entro la loro prima edizione e non hanno subito successive modifiche.
- Tintin et l'Alph-Art (iniziata nel 1978) - Hergé è morto nel 1983 lasciando incompleta quest'ultima storia, che però è stata pubblicata nella sua versione a matita e layout, con sceneggiatura a fianco.

### Elenco episodi
| Numero tomo | Titolo originale             | Titolo italiano                | Pubblicazione a puntate Belgio                                       | Edizione in albo Belgio                                                         | Pubblicazioni italiane |
| ----------- | ---------------------------- | ------------------------------ | -------------------------------------------------------------------- | ------------------------------------------------------------------------------- | --- |
| 1           | Tintin au pays des Soviets   | Tintin nel paese dei Soviet    | Le Petit Vingtième, 10/01/1929 - 1/5/1930, Norbert Wallez (bn)       | giugno 1930, Petit Vingtieme (bn)                                               | - Grandi Eroi n. 59 Le avventure di Tintin 13, 1990, Comic Art - Integrale n. 1, 2011, Rizzoli Lizard - Tintin n. 1, 2017, Gazzetta dello Sport                                                                                                |
| 2           | Tintin au Congo              | Tintin in Congo                | Le Petit Vingtième, 05/06/1930 - 18/06/1931, Norbert Wallez (bn)     | - 1931, Petit Vingtieme (bn) - 1937, Casterman (bn) - 1946, Casterman (c)       | - Grandi Eroi n. 36 Le avventure di Tintin 5, 1989, Comic Art - Integrale n. 1, 2011, Rizzoli Lizard - Tintin n. 2, 2017, Gazzetta dello Sport                                                                                                 |
| 3           | Tintin en Amérique           | Tintin in America              | Le Petit Vingtième, 03/09/1931 - 20/10/1932, Norbert Wallez (bn)     | - 1932, Petit Vingtieme (bn) - 1934, Casterman (bn) - 1945, Casterman (c)       | - Grandi Eroi n. 37 Le avventure di Tintin 6, 1989, Comic Art - Integrale n. 2, 2011, Rizzoli Lizard - Tintin n. 3, 2017, Gazzetta dello Sport                                                                                                 |
| 4           | Les Cigares du pharaon       | I sigari del faraone           | Le Petit Vingtième, 08/12/1932 - 08/02/1934, Norbert Wallez (bn)     | - 1934, Petit Vingtieme (bn) - 1941, Casterman (bn) - 1955, Casterman (c)       | - Gandus n. 7, 1966 - Grandi Eroi n. 30bis Le avventure di Tintin 4, 1988, Comic Art - Integrale n. 2, 2011, Rizzoli Lizard - Tintin n. 4, 2017, Gazzetta dello Sport                                                                          |
| 5           | Le Lotus bleu                | Il loto blu                    | Le Petit Vingtième, 09/08/1934 - 17/10/1935, Norbert Wallez (bn)     | - 1936, Petit Vingtieme (bn) - 1939, Casterman (bn) - 1946, Casterman (c)       | - Gandus n. 8, 1966 - Gandus n. 13, 1986 - Grandi Eroi n. 65 Le avventure di Tintin 14, 1990, Comic Art - Integrale n. 2, 2011, Rizzoli Lizard - Tintin n. 5, 2017, Gazzetta dello Sport                                                       |
| 6           | L'Oreille cassée             | L'orecchio spezzato            | Le Petit Vingtième, 05/12/1935 - 25/02/1937, Norbert Wallez (bn)     | - 1937, Petit Vingtieme (bn) - giugno 1943, Casterman (c)                       | - Grandi Eroi n. 38 Le avventure di Tintin 7, 1989, Comic Art - Integrale n. 3, 2011, Rizzoli Lizard - Tintin n. 6, 2017, Gazzetta dello Sport                                                                                                 |
| 7           | L'ile noire                  | L'isola nera                   | Le Petit Vingtième, 15/04/1937 - 16/06/1938, Norbert Wallez (bn)     | - 1938, Petit Vingtieme (bn) - agosto 1943, Casterman (c) - 1965, Casterman (c) | - Vitt n. 19, 1968 - Gandus n. 36, 1977 - Grandi Eroi n. 66 Le avventure di Tintin 15, 1990, Comic Art - Integrale n. 3, 2011, Rizzoli Lizard - Tintin n. 7, 2017, Gazzetta dello Sport                                                        |
| 8           | Le sceptre d'Ottokar         | Lo scettro di Ottokar          | Le Petit Vingtième, 04/08/1938 - 10/08/1939, Norbert Wallez (bn)     | - 1939, Petit Vingtieme (bn) - 1947, Casterman (c)                              | - Del Duca, 1961 - Gandus n. 4, 1966 - Grandi Eroi n. 18bis Le avventure di Tintin 2, 1987, Comic Art - Integrale n. 3, 2011, Rizzoli Lizard - Tintin n. 8, 2017, Gazzetta dello Sport                                                         |
| 9           | Le crabe aux pinces d'or     | Il granchio d'oro              | Soir Jeunesse / Le Soir, 17/10/1940 - 19/10/1940, Gruppo Rossel (bn) | - 1941, Petit Vingtieme (bn) - dicembre 1943, Casterman (c)                     | - Gandus n. 1, 1965 - Grandi Eroi n. 12bis Le avventure di Tintin 1, 1987, Comic Art - Integrale n. 4, 2011, Rizzoli Lizard - Tintin n. 9, 2017, Gazzetta dello Sport                                                                          |
| 10          | L'Étoile mystérieuse         | La stella misteriosa           | Le Soir, 20/10/1941 - 22/05/1942, Gruppo Rossel                      | 1942, Casterman                                                                 | - Grandi Eroi n. 39 Le avventure di Tintin 8, 1989, Comic Art - Integrale n. 4, 2011, Rizzoli Lizard - Tintin n. 10, 2017, Gazzetta dello Sport                                                                                                |
| 11          | Le secret de la Licorne      | Il segreto del Liocorno        | Le Soir, 11/06/1942 - 14/01/1943, Gruppo Rossel                      | settembre 1943, Casterman                                                       | - Gnadus n. 2, 1965 - Gandus n. 11, 1979 - Grandi Eroi n. 74 Le avventure di Tintin 17, 1990, Comic Art - Integrale n. 4, 2011, Rizzoli Lizard - Tintin n. 11, 2017, Gazzetta dello Sport                                                      |
| 12          | Le Trésor de Rackam le Rouge | Il tesoro di Rakam il Rosso    | Le Soir, 19/02/1943 - 23/09/1943, Gruppo Rossel                      | 1944, Casterman                                                                 | - Gandus n. 3, 1966 - Gandus n. 12, 1979 - Grandi Eroi n. 73 Le avventure di Tintin 16, 1990, Comic Art - Integrale n. 5, 2011, Rizzoli Lizard - Tintin n. 12, 2017, Gazzetta dello Sport                                                      |
| 13          | Les sept boules de cristal   | Le sette sfere di cristallo    | Le Soir, 16/12/1943 - 03/09/1944, Gruppo Rossel                      | 1948, Casterman                                                                 | - Gandus n. 5, 1966 - Grandi Eroi n. 29bis Le avventure di Tintin 3, 1988, Comic Art - Integrale n. 5, 2011, Rizzoli Lizard - Tintin n. 13, 2017, Gazzetta dello Sport                                                                         |
| 14          | Le temple du soleil          | Il tempio del sole             | Tintin, 26/09/1946 - 22/04/1948, Le Lombard                          | 1949, Casterman                                                                 | - Gandus n. 6, 1966 - Grandi Eroi n. 19bis Le avventure di Tintin 3, 1987, Comic Art - Integrale n. 5, 2011, Rizzoli Lizard - Tintin n. 14, 2017, Gazzetta dello Sport                                                                         |
| 15          | Tintin au pays de l'or noir  | Tintin nel paese dell'oro nero | Tintin, 16/09/1948 - 23/02/1950, Le Lombard                          | - 1950, Casterman - 1971, Casterman                                             | - Gandus n. 4, 1977 - Grandi Eroi n. 85 Le avventure di Tintin 18, 1991, Comic Art - Integrale n. 6, 2011, Rizzoli Lizard - Tintin n. 15, 2017, Gazzetta dello Sport                                                                           |
| 16          | Objectif Lune                | Obiettivo Luna                 | Tintin, 30/03/1950 - 30/12/1953, Le Lombard                          | 1953, Casterman                                                                 | - Tintin n. 1-7, 1955-1956, Vallardi - Gandus n. 5, 1978 - Grandi Eroi n. 50 Le avventure di Tintin 9, 1990, Comic Art - Classici n. 25, 2003, la Repubblica - Integrale n. 6, 2011, Rizzoli Lizard - Tintin n. 16, 2017, Gazzetta dello Sport |
| 17          | On a marché sur la Lune      | Uomini sulla Luna              | Tintin, 30/03/1950 - 30/12/1953, Le Lombard                          | 1954, Casterman                                                                 | - Tintin n. 8-15, 1956, Vallardi - Gandus n. 6, 1978 - Grandi Eroi n. 51 Le avventure di Tintin 10, 1990, Comic Art - GAF n. 46, 1990, De Agostini - Integrale n. 6, 2011, Rizzoli Lizard - Tintin n. 17, 2017, Gazzetta dello Sport           |
| 18          | L'affaire Tournesol          | L'affare Girasole              | Tintin, 22/12/1954 - 22/02/1956, Le Lombard                          | 1956, Casterman                                                                 | - Gandus n. 7, 1978 - Grandi Eroi n. 90 Le avventure di Tintin 20, 1991, Comic Art - Integrale n. 7, 2011, Rizzoli Lizard - Tintin n. 18, 2017, Gazzetta dello Sport                                                                           |
| 19          | Coke en stock                | Coke in stock                  | Tintin, 31/10/1956 - 01/01/1958, Le Lombard                          | - 1958, Casterman - 1967, Casterman                                             | - Gandus n. 7, 1978 - Grandi Eroi n. 86 Le avventure di Tintin 19, 1991, Comic Art - Integrale n. 7, 2011, Rizzoli Lizard - Tintin n. 19, 2017, Gazzetta dello Sport                                                                           |
| 20          | Tintin au Tibet              | Tintin in Tibet                | Tintin, 17/09/1958 - 25/11/1959, Le Lombard                          | 1960, Casterman                                                                 | - Vitt n. 19-39, 1969 - Gandus n. 3, 1977 - Grandi Eroi n. 91 Le avventure di Tintin 21, 1991, Comic Art - Integrale n. 7, 2011, Rizzoli Lizard - Tintin n. 20, 2017, Gazzetta dello Sport                                                     |
| 21          | Les bijoux de la Castafiore  | I gioielli della Castafiore    | Tintin, 04/07/1961 - 04/09/1962, Le Lombard                          | 1963, Casterman                                                                 | - Linus Rosa, 1968 - Gandus n. 9, 1979 - Grandi Eroi n. 97 Le avventure di Tintin 22, 1991, Comic Art - Classici n. 25, 2003, la Repubblica - Integrale n. 8, 2011, Rizzoli Lizard - Tintin n. 21, 2017, Gazzetta dello Sport                  |
| 22          | Vol 714 pour Sydney          | Volo 714 destinazione Sydney   | Tintin, 27/09/1966 - 28/11/1967, Le Lombard                          | 1968, Casterman                                                                 | - Vitt n. 47-8, 1968-1969 - Gandus n. 8, 1978 - Grandi Eroi n. 52 Le avventure di Tintin 11, 1990, Comic Art - Integrale n. 8, 2011, Rizzoli Lizard - Tintin n. 22, 2017, Gazzetta dello Sport                                                 |
| 23          | Tintin et les Picaros        | Tintin e i Picaros             | Tintin, 16/09/1975 - 13/04/1976, Le Lombard                          | aprile 1976, Casterman                                                          | - Gandus n. 10, 1979 - Grandi Eroi n. 98 Le avventure di Tintin 23, 1991, Comic Art - Integrale n. 8, 2011, Rizzoli Lizard - Tintin n. 23, 2017, Gazzetta dello Sport                                                                          |
| 24          | Tintin et l'Alph-Art         | Tintin e l'Alph-Art            | -                                                                    | ottobre 1986, Casterman                                                         | - Integrale n. 8, 2011, Rizzoli Lizard - Tintin n. 24, 2017, Gazzetta dello Sport |

## Controversie
La serie Le avventure di Tintin mostra numerosi popoli e Paesi e l'autore Hergé è stato accusato più volte di usare stereotipi culturali inaccettabili. In particolare, venne accusato di razzismo per la caratterizzazione molto caricaturale delle popolazioni africane nella storia Tintin in Congo del 1930, e di antisemitismo per il personaggio del finanziere ebreo Mr. Blumenstein ne La stella misteriosa del 1941. Per evitare fraintendimenti, nel primo caso Hergé ridisegnò le scene accusate di razzismo, e nel secondo cambiò nome e nazionalità al personaggio.
Nella biografia di Hergé del 2007 scritta da Philippe Goddin viene analizzata una storia nella sua prima edizione serializzata su Le Soir nella quale si faceva ironia sugli ebrei: quando un gigantesco meteorite sembra in procinto di colpire la Terra, due ebrei si rallegravano del fatto che, se il mondo fosse finito, non avrebbero dovuto rimborsare i loro creditori. Hergé cancellò il disegno degli ebrei di sua iniziativa quando la storia venne pubblicata in volume. Nella corrispondenza di Hergé si trova scritto che egli si riteneva neutrale: «Non sono né pro-tedesco, né pro-britannico. […] Dato che non posso fare assolutamente nulla per affrettare la vittoria di Inghilterra o Germania, guardo, osservo e mastico le cose. Con calma e senza passione» e che il suo obiettivo era quello di rimanere un uomo onesto.

## Eventi correlati
- Nella storia Tintin nel Tibet, il protagonista deve ritrovare il suo amico cinese Tchang, disperso dopo un incidente aereo. Tchang è stato realmente un amico di Hergé: i due si conobbero nel 1934 ma dopo qualche anno dovettero separarsi per lungo tempo. Georges Remi partì da questa storia per cercare l'amico e nel 1981, dopo ben 42 anni, Hergé e Tchang si reincontrarono.
- I personaggi di Tintin compaiono in una storia scritta e disegnata da Corrado Mastantuono, Bum Bum e l'artista liberato (in Topolino n. 2501 del 2003), dove Tintin si chiama Denden, Milù diventa Piciù e Haddock diventa Hadciuck[18].